# Seseli intricatum
Seseli intricatum är en flockblommig växtart som beskrevs av Pierre Edmond Boissier. Seseli intricatum ingår i släktet säfferötter, och familjen flockblommiga växter. Inga underarter finns listade i Catalogue of Life.